# Madame Eloffe
Adélaïde Henriette Damoville, dite Madame Eloffe, née à Paris en 1759 et morte dans la même ville en 1805, est réputée être une marchande de modes de Marie Antoinette et de la famille royale, mais n'est en fait qu'une employée de Mme Pompey.
La postérité en a fait une nièce de Madame Pompey, autre marchande de modes, qui lui aurait cédé sa boutique, ce qui, en réalité, est faux.
Mme Pompey cède sa boutique de modes de Versailles à Jean Charles Eloffe, époux d'Adélaïde Henriette Damoville, et Adrien Le Cointe, neveu par alliance de M. Pompey, et non pas à Mme Eloffe.